# Macharaviaya
Macharaviaya és un municipi d'Andalusia, a la província de Màlaga. Limita al nord amb Almáchar i Iznate, a l'est amb Iznate i Vélez-Màlaga, al sud amb Vélez-Màlaga i Rincón de la Victoria i a l'oest amb Moclinejo.

## Història

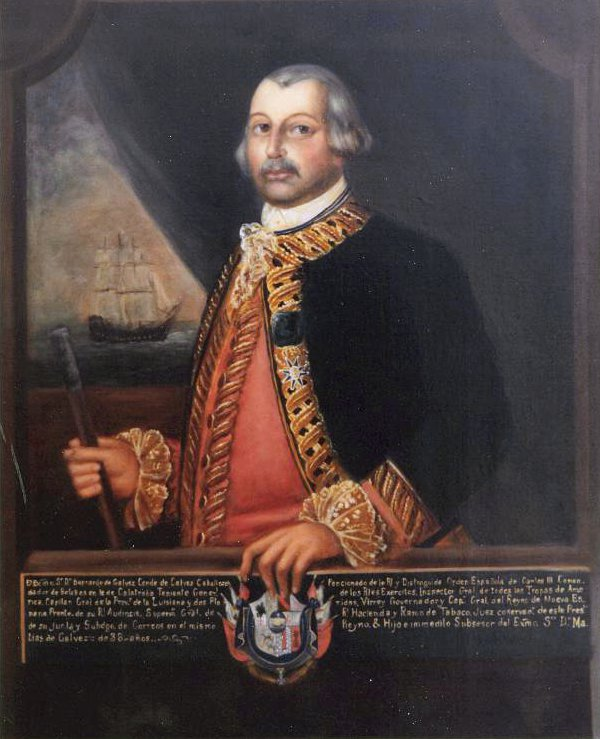
Bernardo de Gálvez

És inqüestionable el seu origen àrab. Es tractava d'un mashar andalusí (mashar de Abu Yahya). La fundació de Macharaviaya data de 1572. L'església parroquial, no obstant això, va ser edificada el 1505 i posada sota l'advocació de Sant Jacint, que més tard seria reconstruïda amb el finançament de la família Gálvez.
Durant el segle xvii, Macharaviaya va dur una vida pròspera basada en l'economia del cultiu de la vinya. Un segle després la família Gálvez (Matías, José, Miguel, Antonio i Bernardo) es va llançar a l'aventura americana. José de Gálvez y Gallardo, primer Marquès de la Sonora, va ser Visitador del regne de Nova Espanya i després Ministre d'Índies del rei Carles III. Matías, germà de José, va ser militar i Virrei de Nova Espanya i va llegar el seu nom a Texas. El succeí en el virregnat el seu fill el general Bernardo, primer Comte de Gálvez, que va ocupar un important paper en la independència dels Estats Units. Miguel va ser ambaixador a Prússia i a Rússia en temps de Caterina la Gran, introduint el vi malagueny a les corts europees. I Antonio va fundar el Departament Marítim de Cadis i va ser Coronel honorari. La seva filla María Rosa de Gálvez és una de les més destacades poetes i dramaturgues de la Il·lustració espanyola.
La petja de la família Gálvez, la influència de la qual va donar origen que a Macharaviaya fos coneguda com la "petita Madrid", es va reflectir en la reconstrucció de l'església, l'impuls a l'agricultura i en la instal·lació de la Fàbrica de Naips, que posseïa el monopoli d'aquest producte per a la seva venda a Amèrica. Una altra família il·lustre de Macharaviaya, la família Cabrera, va donar destacats personatges, com el Tinent General Francisco de Cabrera y Ramírez (1763-1842), amb un meritori paper en la guerra de la Independència, on va combatre els francesos al costat del duc de Wellington i a Juan Martín el Empecinado.
En el segle xix la fil·loxera va atacar les vinyes del municipi, provocant l'empobriment i amb això el progressiu despoblament de la vila. Durant el segle xix va néixer a l'annex de Benaque, pertanyent al municipi de Macharaviaya, l'il·lustre poeta Salvador Rueda, on la seva casa-museu es conserva.